# Mittmotor

Skiss föreställande en bil med bakre mittmotor och drivning på bakaxeln

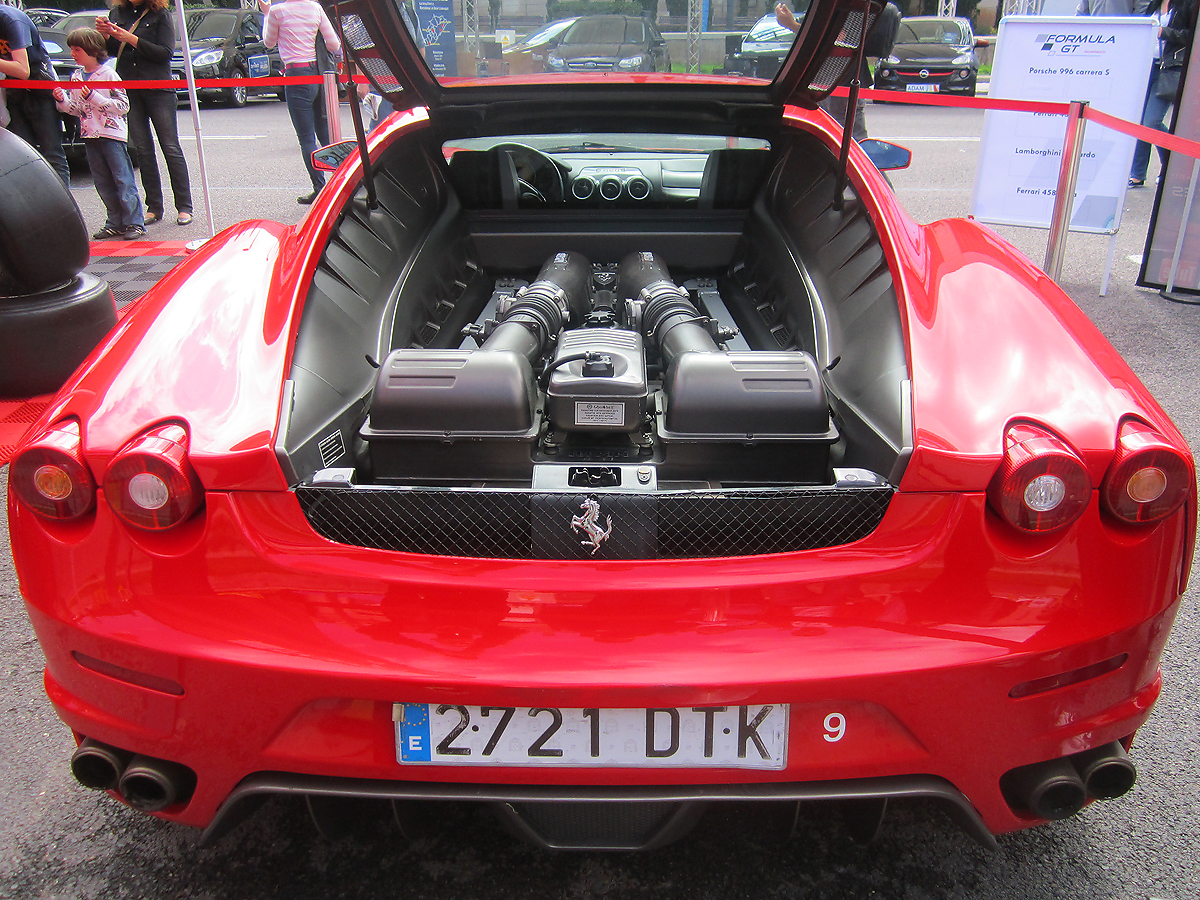
Motorrummet på en Ferrari F430.

Mittmotor innebär att motorn i ett fordon är placerad mellan framaxeln och bakaxeln. Hos bilar förekommer detta främst på sportbilar, såsom Lotus Europa, Ford GT40, Lancia Stratos och de flesta Ferrari- och Lamborghini-modeller sedan 1970-talet. En mittmotor delas in i två grupper; främre mittmotor och bakre mittmotor.
En främre mittmotor är placerad bakom framaxeln, men i fordonets främre del medan den bakre är placerad i fordonets bakre del, men framför bakaxeln. Några exempel på bilar som har främre mittmotor är Toyota Previa och Chevrolet SportVan.
I några sällsynta fall finns även främre mittmotor med drivning på framhjulen, då sitter växellådan alldeles ovanför framaxeln med motorn bakom. Renault byggde flera av sina bilar på detta sätt under 60- och 70-talet. R4, R5, R6 och R16 är några exempel. Andra bilmodeller med denna konstruktion är Citroën DS och SAAB Sonett. Denna konstruktion ger bättre viktfördelning men något sämre väggrepp än om hela motorn sitter framför framaxeln.

## Bussar och lastbilar med mittmotor
Det finns ett fåtal bussar, främst från Volvo, med mittmotor. Då sitter motorn under, eller vid sidan om golvet mellan hjulaxlarna, antingen ställd i liggande position för att golvet inte ska bli för högt ifall det är en normalgolvsbuss, alternativt stående på vänster sida om mittgången för att möjliggöra ett lågt golv i bussen. Volvo är också den tillverkare som satsat mest på mittmotorkonceptet hos bussar, vars fordonsflotta haft busschassin med mittmonterade motorer under lång tid efter att övriga tillverkare gått över till bakmonterade motorer.
Det finns även lastbilar med mittmotor med motorn monterad i liggande position.